# Паэзана
Паэзана (итал. Paesana) — коммуна в Италии, располагается в регионе Пьемонт, в провинции Кунео.
Население составляет 2961 человек (2008 г.), плотность населения составляет 51 чел./км². Занимает площадь 58 км². Почтовый индекс — 12034. Телефонный код — 0175.
Покровителем населённого пункта считается святой San Bernardo.

## Демография
Динамика населения:

## Администрация коммуны
- Официальный сайт: http://www.paesana.it/